# Кечам (Оклахома)
Кечам (енгл. Ketchum) град је у америчкој савезној држави Оклахома.

## Демографија
По попису из 2010. године број становника је 442, што је 156 (54,5%) становника више него 2000. године.
| Група             | 2000.       | 2010.       |
| Белци             | 197 (68,9%) | 340 (76,9%) |
| Афроамериканци    | 1 (0,3%)    | 0 (0,0%)    |
| Азијати           | 0 (0,0%)    | 1 (0,2%)    |
| Хиспаноамериканци | 0 (0,0%)    | 4 (0,9%)    |
| Укупно            | 286         | 442         |